# 莫斯曼灣
莫斯曼灣（英語：Mossman Inlet），是南極洲的海灣，位於帕爾默地，長19公里，處於基德森角和坎普半島之間，在1940年由美國研究隊發現和命名，現時由南極條約體系管理。

## 外部連結
. . United States Geological Survey.   [2013-11-11].
73°17′S 60°32′W / 73.283°S 60.533°W